# Richard y Mary Parker
Para otras personas llamadas Mary Parker, véase Mary Parker (desambiguación)
Richard y Mary Parker son los personajes ficticios que aparecen en los cómics estadounidenses publicados por Marvel Comics. Ellos son los padres de Peter Parker, el superhéroe conocido como Spider-Man.
Richard y Mary Parker han sido adaptados para aparecer en varias series de televisión animadas y videojuegos. Campbell Scott y Embeth Davidtz interpretaron a los personajes de las películas The Amazing Spider-Man (2012) y The Amazing Spider-Man 2: Rise of Electro (2014). Emma Roberts interpreta a Mary Parker en la película del Universo Spider-Man de Sony Madame Web (2024).

## Historial de publicación
Richard y Mary Parker fueron creados por Stan Lee y Larry Lieber. Durante muchos años antes de The Amazing Spider-Man Annual # 5 (publicado en 1968), no había habido ninguna explicación de por qué Peter Parker estaba siendo criado por su tía y su tío, y sus padres solo aparecían en flashbacks y fotografías. Ese problema finalmente respondió a la pregunta: Richard y Mary Parker fueron asesinados por Albert Malik, quien fue uno de los sucesores de Johann Schmidt del nombre de Red Skull.
En The Amazing Spider-Man # 365 (agosto de 1992), el 30 aniversario de Spider-Man reaparecieron. Dos años más tarde, sin embargo, en el número 388 (abril de 1994), se reveló que eran Life Model Decoy creados por el Camaleón y fueron destruidos.
En la novela Mary Jane, se dice que murieron en un accidente de avión mientras iban a Suiza para hacer un descubrimiento importante que Richard hizo. Peter intenta descubrir qué fue el descubrimiento pero falla, ya que no puede averiguar las cosas que Richard ha escrito en su pizarra. En julio de 1997, Untold Tales of Spider-Man # -1, parte del evento "Flashback Month" de Marvel Comics, escrito por Roger Stern y dibujado por John Romita Sr., amplía los orígenes de los personajes. Desde entonces, rara vez se han mencionado.

## Historia
El Capitán Richard Parker es un condecorado militar de las Fuerzas Especiales del Ejército de Estados Unidos que fue requerido por Nick Fury para trabajar en la CIA.
Mary Fitzpatrick era hija de "Wild Will" Fitzpatrick, agente de las Oficina de Servicios Estratégicos (OSS). Asistió a las mejores escuelas y finalmente siguió los pasos de su padre, convirtiéndose en traductora y analista de datos de la CIA.
Richard y Mary se encontraron en el trabajo, se enamoraron y se casaron. Originalmente se fugaron, luego tuvieron un servicio más elaborado, engañando a muchos. Mary se convirtió en una agente de campo como Richard, dándoles a ambos una cobertura fácil como pareja casada. Fueron asignados a investigar a la baronesa Adelicia Von Krupp, quien había capturado a un agente de "poder amistoso" (que resultó ser Logan, también conocido como Wolverine, a continuación, un canadiense operativo llamado "Agente Diez"). Rescataron a Logan de la baronesa y el barón Wolfgang von Strucker. Después de esa misión, descubrieron a Mary que estaba embarazada; Logan era en realidad la primera persona en felicitar a los Parker, al comentar más tarde que nunca vio un agente tan duro como Richard Parker y vaya que el blanco sea tan rápido. Se cree que son los padres de Teresa Parker, que siguieron sus pasos como agentes de la CIA, pero su relación con ellos no se ha confirmado.
Su hijo, Peter Benjamin Parker, nació pocos meses después, a menudo fue dejado al cuidado del hermano mayor de Richard, Ben, y su esposa, May, cuando Richard y Mary estaban fuera en misiones.
Mientras que en una misión para investigar a Albert Malik, el tercer Red Skull, ellos se hicieron pasar por traidores y agentes dobles para infiltrarse en su organización delictiva en Argelia, en última instancia, al ser descubiertos. Malik tenía a un asesino, la unidad de acabar y matar a los dos por sabotear su avión y provocando que se estrellara. Fueron declaradas posteriormente desaparecidos en acción / dado por muertos, que se encontraron sus dos cuerpos quemados en los restos.

### Después de la muerte
El hijo de Richard y Mary, Peter, creció hasta convertirse en Spider-Man. Aunque solo tiene vagos recuerdos de sus padres y ningún recuerdo de su historia militarista, su tía y su tío comparten fotografías y recuerdos felices con él, pero no creen que hayan sido traidores a su país. Cuando Peter descubre esto, viaja a Argelia. Encuentra a Malik, que envía al Finisher a matar a Spider-Man. Spider-Man pone el misil de Finisher contra él y lo mata, pero no antes de revelar que Richard y Mary eran en realidad inocentes. Spider-Man regresa a América con evidencia y borra los nombres de sus padres.

### Life Model Decoys
Años más tarde, el Camaleón, trabajando para Harry Osborn, creó LMDs de Richard y Mary. Estos LMDs eran réplicas robóticas casi perfectas de los padres muertos de Peter, y lograron convencerlo de que en realidad, habían sido capturados en el extranjero durante la mayor parte de su vida. La Tía May conservó algunas sospechas, ya que había algunas cosas que no sabían, como la fuga de Richard y Mary. Cuando Peter descubre que eran falsos, sufre un colapso nervioso. Sin embargo, cuando los LMD recibieron órdenes de atacar a Parker, la LMD Mary, compartiendo el amor original por su hijo, lo salva. Ni un LMD sobrevive al incidente. Después de luchar contra el Camaleón, Spider-Man descubre que Harry Osborn estaba detrás de todo, como un esfuerzo para vengar a su padre (supuestamente) muerto, Norman Osborn. Spider-Man se convierte mentalmente en un tiempo con el tiempo, hasta tener una experiencia cercana a la muerte. May Parker finalmente se entera de la verdad sobre el modelo LMD, a través de aprender la verdad sobre Spider-Man. Pueden atraer fuerzas hablando con las tumbas de Mary, Richard y Ben sobre la vida de Peter.
La mentalidad cínica de Harry Osborn y el Camaleón estaba presente en los LMDS, particularmente durante Maximum Carnage: Cuando la tía May informa a Peter a "escuchar a tu corazón", (pseudo) "Richard" cuenta una lección muy diferente:

Quítate la chapa de la sociedad y la civilización y encontrarás un demonio dentro de "todos" los hombres. ... Esa prisión fue invadida por demonios, Peter. Los hombres sádicos y malvados que harían cualquier cosa, sin importar cuán retorcidos, inmorales, derriben a un hombre. Destruye su  alma  ... Oh, seguro que  hay  hombres buenos en el mundo. Tu tío Ben era "uno" de ellos. Y mira a donde lo llevó. "Muerto". Disparado como un perro. Y conociendo a mi hermano, probablemente estaba mirando a la escoria que lo hizo, tratando de entender "por qué". Pero cuando se trata de los demonios, Peter: "ahí" no hay por qué. Sin rima ni razón. ... Usa los medios posibles para detener la locura, antes de que te trague "arriba". ...
Richard Parker

Cuando Shriek usa sus poderes psíquicos para convertir a toda la ciudad en contra de Spider-Man y los otros superhéroes, "Richard" comenta que el mundo "moral y ordenado" que recordaba mientras estaba en prisión "era solo una ilusión. El mal estaba aquí ... todo along- enconada debajo de la superficie"- invitando a una severa reprimenda de la esposa de Peter, Mary Jane. (Cuando se lo expone como un fraude, parte del cinismo de sus "padres" se contagia al "hijo", con Spider-Man que se vuelve inusualmente brutal contra sus enemigos y desarrolla una personalidad alternativa de "Spider").

### Ambigüedades en la documentación de Marvel
La naturaleza y el momento del destino de Richard y Mary Parker son algo ambiguos en la documentación de Spider-Man. Por un lado, el hecho mismo de que Harry Osborn y el Camaleón pudieron engañar al Departamento de Estado, a Peter y (por un tiempo) a la tía May al pensar que Richard y Mary habían "regresado" después de 20 años implica que el gobierno nunca pudo para confirmar sólidamente los cuerpos encontrados en el accidente aéreo original fueron suyos. Esta incertidumbre fue explotada por Harry Osborn y el Camaleón: al explicar cómo él y Mary "sobrevivieron", el falso Richard Parker afirma que los cadáveres encontrados eran de espías rusos que se quedaron en el avión mientras estaban obligados a saltar. Según Spider-Man: Desenmascarado, "el joven Peter quedó huérfano a una edad temprana cuando sus padres fueron declarados desaparecidos en acción".
También es ambiguo la edad de Peter cuando sus padres se perdieron: algunos relatos hacen que suceda en su infancia; otros dicen que era tan viejo como seis años -en particular, el Manual Oficial del Universo Marvel: Spider-Man, 2004. El último punto de vista es apoyado por meditación de Spider-Man, durante el niño dentro, que recuerda a sus padres, sin embargo, "eran prácticamente extraños para mí", mientras se preparaba para luchar contra el Duende Verde y Vermin. Durante la pelea, Harry droga a Peter y luego descubre que Peter se culpa a sí mismo por la muerte de sus padres; Harry concibe la estafa de LMD para "vengar" a su propio padre poco después. Otro libro más completo sobre el Universo Marvel (también publicado en 2004) afirma que el único recuerdo claro de Peter de sus padres (reales) fue el momento en el que abordaron el avión y les prometió que sería un "buen Chico" para la tía May y el tío Ben. La mayoría de las historias de Spider-Man en la continuidad principal son vagas acerca de la edad exacta de Peter cuando fue efectivamente huérfano.

## Otras versiones

### 1602
En Marvel 1602, se menciona brevemente que los padres de Peter Parker trabajaron con Sir Nicholas Fury, el jefe de seguridad de la reina Isabel.

### Bullet Points
En la línea de tiempo alternativa de Bullet Points, Ben muere a los pocos meses de su relación con May Parker. Richard y Mary prometen "siempre estar ahí para ella", un voto que luego se rompió.

### House of M
En la realidad alternativa creada por la Bruja Escarlata durante la historia de la Casa de M, Peter y Gwen Stacy nombran a su hijo Richard en honor del padre de Peter.

### Marvel Mangaverse
Richard no ha aparecido ni se ha mencionado en la continuidad de Marvel Mangaverse, aunque Mary sí. En esta versión, Mary es la hermana de la tía May y es a la vez la líder del Clan Araña y un demonio Araña, que se conoce como la Reina Araña. Ella ha estado planeando hacer de su hijo, Peter, el nuevo líder del Clan, que luego rechaza. Decepcionada por su rechazo, Mary pasa el liderazgo del Clan Araña a su alumno, Venom, haciendo que Peter renuncie a su identidad de Spider-Man.

### MC2
En la realidad alternativa de MC2, Peter nombra a su hijo Benjamin Richard Parker, y su segundo nombre es en honor a su padre.

### Trouble
La serie limitada Epic Comics de 2003, Trouble, se comercializó como el "verdadero origen" de Spider-Man. En la historia, los personajes llamados Richard y Mary se conocieron durante las vacaciones de verano, y la amiga de Mary, May, en lugar de la misma Mary, era la madre de Peter sin que se revelara ninguno de los apellidos de los personajes.

### Ultimate Marvel
En la continuidad de Ultimate Marvel, Richard "Ray" Parker era un biólogo en lugar de un espía. Él y Mary supuestamente murieron en un accidente de avión cuando Peter tenía seis años, y Peter todavía tiene vagos recuerdos de sus padres. Antes del accidente, Richard estaba trabajando en una cura para el cáncer, en la forma de un traje biológico que podría reparar su cuerpo huésped. Grabó una serie de cintas dirigidas a Peter, en las que reveló sus temores de que el traje fuera usado como un arma en lugar de una cura. Una cinta grabada justo antes del accidente reveló que le habían quitado su proyecto. Su proyecto se convirtió en la base de Venom. Su nombre y trabajo eran conocidos por los científicos (incluido el Dr. Curt Conners y la Ultimate Avispa y Hombre Gigante).
En Ultimate Spider-Man # 100, Richard Parker aparentemente reapareció. Relató que Bolivar Trask, el hombre responsable de cerrar el proyecto de cura del cáncer, reunió al personal de investigación. Richard pensó de nuevo en trabajar en el proyecto; ahora sabía que el traje que había desarrollado se usaría como arma y decidió no subirse al avión. Mary, sin embargo, sintió que Richard era un tonto por rechazar esta oportunidad y parecía dispuesto a dejar a su esposo. (Esto contradice sus sentimientos anteriores, que Richard se estaba entrometiendo). Después del choque, Richard fue contactado por el agente del gobierno Henry Gyrich, con el propósito de lanzar su propio proyecto de investigación en caso de que el director de S.H.I.E.L.D., Nick Fury siempre iba a ser pícaro. Gyrich le mostró a Richard un video de vigilancia que probaba que su hijo Peter era Spider-Man. Después, se reveló a May Parker. May, sorprendido por la posibilidad de que Richard estuviera vivo todo este tiempo, le dijo que se fuera.
Más tarde, en el número 103, el Dr. Otto Octavius (que creó varios clones de Spider-Man) revela que "Richard Parker" fue un clon, que luego se confirmó cuando Susan Storm de los Cuatro Fantásticos realiza una prueba en el ADN de Richard y la encuentra idéntica a Pedro. Al parecer, el proceso de clonación envejeció gravemente a Richard. Aunque sus recuerdos eran falsos, Richard ama a Peter como a un hijo y le pide a los Cuatro Fantásticos que lo cuiden antes de fallecer.
En el FMV final del videojuego Ultimate Spider-Man, Eddie Brock Sr. implica que el traje Venom es el responsable del accidente aéreo que mató a los padres de Peter.
En el número 4 de Ultimate Origins, que se lleva a cabo 15 años antes de la actual línea de tiempo de Ultimate, se demuestra que Richard fue contratado por el gobierno de EE. UU. y Nick Fury como parte de un proyecto para recrear el Súper Soldado. En un laboratorio secreto en Dover, Nueva Jersey, Richard trabajó junto a otros científicos, un joven Hank Pym, Franklin Storm, padre de Sue y Johnny Storm, y Bruce Banner.
Un día, mientras Pym y Banner están probando un posible emparejamiento con el suero, Richard está fuera del laboratorio y es visitado por su esposa y su hijo recién nacido, Peter. Después de haber probado el suero en sí mismo, Banner se transforma en Hulk y se enfurece, destruyendo el complejo. Richard y Mary están atrapados en una explosión y gravemente heridos.
El artista Mark Bagley basó la semejanza de la versión definitiva de Richard Parker en la de Peter Parker dibujada por John Romita, Sr. y Gil Kane a finales de los años sesenta y principios de los setenta, sintiendo que no había capturado la apariencia de Peter durante su carrera anterior. The Amazing Spider-Man en la década de 1990.

### Spider-Geddon
Durante la historia de "Spider-Geddon", una versión de Richard y Mary Parker viajaba en un avión provisto por Wilson Fisk que los lleva sobre la Tierra Salvaje hasta que fue manipulado por Fisk. Los dos murieron en el accidente mientras su hijo Peter salía en paracaídas del avión justo a tiempo, donde fue atrapado por las arañas gigantes y se convirtió en el Hombre Araña Salvaje.

## En otros medios

### Televisión
- Richard y Mary Parker aparecieron en Spider-Man, la Serie Animada (1994). En el episodio "Doctor Extraño," aparecen como una ilusión creada por el Barón Mordo cuando él estaba usando sus poderes en Peter Parker. En la quinta temporada, la saga de "Seis Guerreros Olvidados", se revela que eran espías que investigan una máquina llamada Doomsday Device creado por Red Skull en Rusia. Después de aprender por Nick Fury de S.H.I.E.L.D., que sus padres eran traidores, Peter viajó a Rusia y limpio sus nombres al saber la verdad.
- En The Spectacular Spider-Man (2008), los padres de Eddie Brock y Peter se menciona que habían sido científicos y que trabajaron juntos, con los padres de ambos, habían muerto en un accidente aéreo.
- Richard Parker se menciona brevemente en Ultimate Spider-Man (2012), primera temporada, episodio 1, "Un Gran Poder".
- El Your Friendly Neighborhood Spider-Man. Richard Parker aparece por primera vez en el episodio #10 "Si este fuera mi destino...", donde se revela que está en prisión y May lo visita. No se explica por qué Richard está en prisión, pero lleva allí un tiempo. May visita a Richard y él le pregunta cómo está, a lo que ella responde que las cosas podrían mejorar. Richard le pregunta cómo está Peter, revelando que es su padre.

### Cine
- Richard y Mary Parker aparecen en The Amazing Spider-Man (2012) con Richard interpretado por Campbell Scott y Mary interpretada por Embeth Davidtz. Al igual que en los cómics, ambos murieron en un accidente aéreo. Al comienzo de la película, se despiden de Peter, de 4 años, cuando lo dejan con el tío Ben y la tía May. Cuando Peter preguntó por qué se iban, Richard responde que era algo que tenían que hacer.
- Campbell Scott y Embeth Davidtz repiten sus papeles de Richard y Mary Parker en The Amazing Spider-Man 2: Rise of Electro (2014), y sus personajes mueren en un accidente aéreo al comienzo de la película. Más tarde, May revela que ella y Ben fueron visitados por agentes del gobierno unos días después de que Richard y Mary desaparecieron y se les dijo que Richard planeaba vender armas secretas a potencias extranjeras. Sin embargo, mientras revisa las cosas de su padre, Peter descubre pistas que lo llevaron a un laboratorio secreto que su padre había establecido en una estación de ferrocarril en desuso, que incluye un video que Richard grabó antes de su muerte y revela que huyó de Oscorp para evitar que sus descubrimientos sean utilizados para armas biológicas. También revela que las arañas de ingeniería genética de Oscorp se crearon utilizando su ADN, lo que explica por qué Peter es la única "especie cruzada" exitosa que se ha creado; las arañas fueron codificadas específicamente para la línea de sangre de Parker y no se unirán completamente con nadie más. En las características adicionales existe una escena que muestra que Richard está vivo, ahora visiblemente envejecido, revelando que sobrevivió del accidente aéreo después de la pérdida de su esposa. Cuando Peter se niega airadamente a aceptar el hecho de que su padre está vivo, Richard le explica a Peter que tuvo que mantenerse alejado de él para evitar que Oscorp recupere su investigación para ser utilizado como un arma y asegurarse de que su investigación nunca caerá en las manos de Oscorp, incluso para proteger a su hijo de cualquier daño. Como es una escena extra y no se muestra en el corte final de la película, Richard Parker todavía se considera fallecido junto con Mary Parker.[21]
- Mary Parker aparece en Madame Web (2024), interpretada por Emma Roberts. Es la cuñada de Ben Parker y está embarazada de Peter. Ella mencionó que su esposo Richard viaja a Shanghai.[22][23]

### Videojuegos
- Richard y Mary Parker fueron presentados en Ultimate Spider-Man con Richard Parker expresado por Loren Lester y Mary Parker sin diálogo. Revela en un flashback que Richard Parker fue asesinado cuando Eddie Brock Sr. se puso el traje de Venom a mediados de vuelo. Mary Parker fue una de las tres sobrevivientes del accidente de avión, pero murió en la ambulancia antes de que pudiera mencionar lo que sucedió.